# Aiči D1A
Aiči D1A (spojenecké kódové jméno Susie) byl palubní střemhlavý bombardovací dvouplošník japonského císařského námořního letectva v druhé polovině 30. let 20. století. V japonském námořnictvu byla verze D1A1 označována jako palubní bombardér Typ 94 (九四式艦上爆撃機 Kjújonšiki kandžó bakugekiki) a verze D1A2 jako palubní bombardér Typ 96 (九六式艦上爆撃機 Kjúrokušiki kandžó bakugekiki).

## Vývoj
Stroj byl výsledkem potřeby japonského císařského námořnictva po pokročilém střemhlavém bombardéru. V roce 1934 byl v soutěži pro sériovou výrobu vybrán právě typ Aiči AB-9, produkovaný poté jako D1A. Ve skutečnosti však byl tento typ navržen německou společností Ernst Heinkel Flugzeugwerke na zakázku společnosti Aiči. Původní design vycházel z typu Heinkel He 50. Prototyp He 50b byl dodán firmě Aiči pod exportním označením He 66.
Letoun poháněl hvězdicový motor Nakadžima Kotobuki 2 Kai 1 (580 hp) nebo Kotobuki 3. První let uskutečnil typ v roce 1934, výroba skončila v roce 1940 a poslední kusy byly staženy ze služby v roce 1942. Vyráběly se dvě varianty: D1A1 (162 kusů) a D1A2 (428 kusů) se silnějším motorem, krytým podvozkem a upraveným větrným štítkem.

## Služba
Typ D1A bojoval především v druhé Čínsko-japonské válce, ovšem během počátku druhé světové války bylo ještě několik kusů ve službě. V té době byla většina D1A1 vřazena ze služby a D1A2 převedena k výcviku. Přibližně 68 kusů sloužilo v druhé linii jako zásobovací, než byly v roce 1942 vyřazeny.

## Specifikace (D1A1)

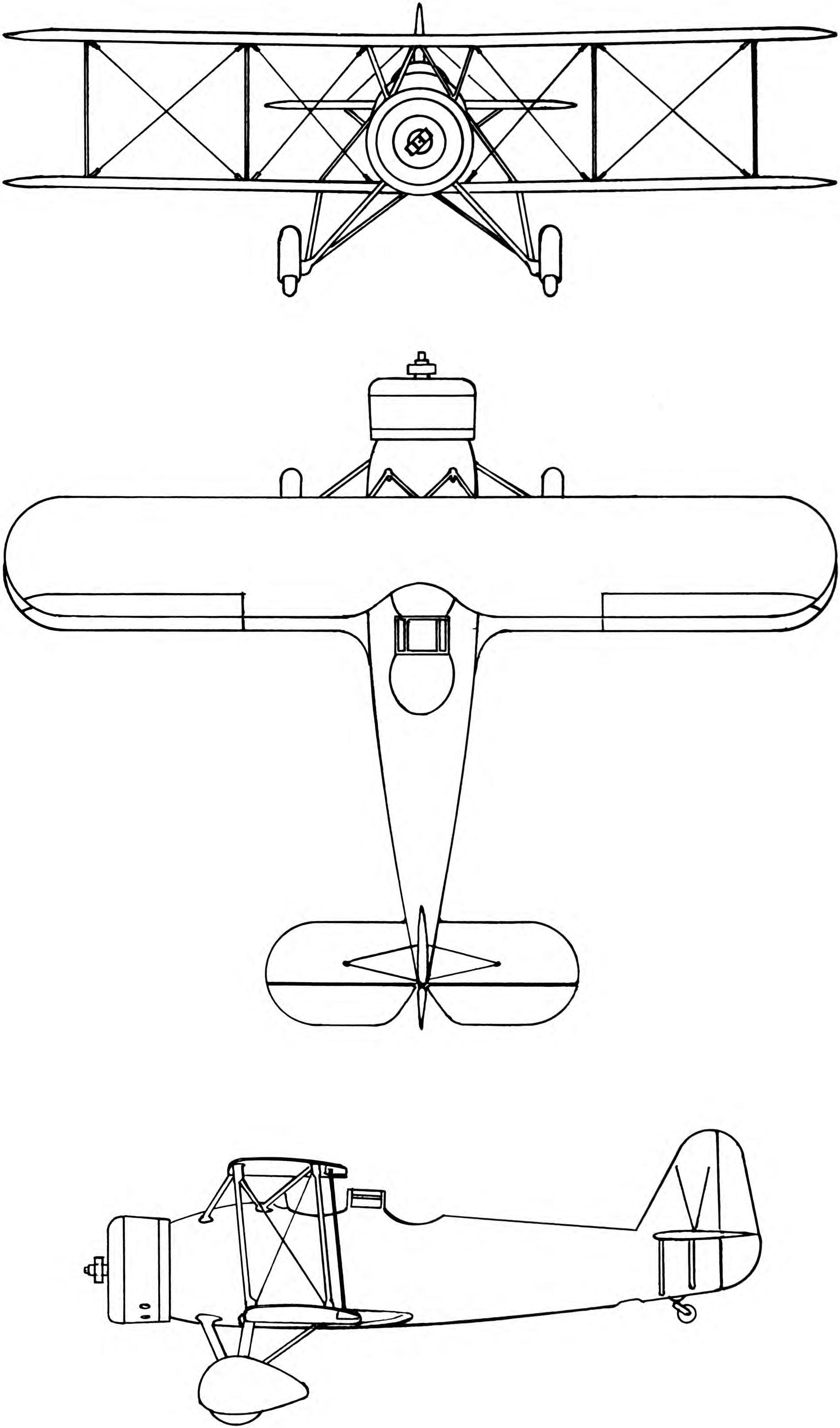
Třípohledový nákres D1A

Data podle Vejřík

### Technické údaje
- Posádka: 2 (pilot a střelec)
- Délka: 9,4 m
- Rozpětí: 11,37 m
- Výška: 3,45 m
- Plocha křídel: 34,05 m²
- Prázdná hmotnost: 1 400 kg
- Vzletová hmotnost : kg
- Maximální vzletová hmotnost: 2 400 kg
- Pohonná jednotka:
  - 1× hvězdicový motor Nakadžima Kotobuki 2 kai 1 (prvních 118 strojů)
  - 1× hvězdicový motor Nakadžima Kotobuki 3 (zbývajících 44 strojů)
- Výkon pohonné jednotky: 640 - 715 k

### Výkony
- Cestovní rychlost: 220 km/h ve výšce 1 000 m
- Maximální rychlost: 280 km/h ve výšce 2 050 m
- Dolet: 1 020 km
- Dostup: 7 000 m
- Stoupavost: do 3 000 m za 9 min 30 s
- Plošné zatížení: 70,5 kg/m²
- Poměr výkon/hmotnost: 0,23 k/kg

### Výzbroj
- 2 × pevné kulomet Typ 97 ráže 7,7 mm
- 1 × pohyblivý kulomet Typ 92 ráže 7,7 mm
- 1 × 250kg bomba pod trupem a 2× 30kg puma pod křídly

## Specifikace (D1A2)

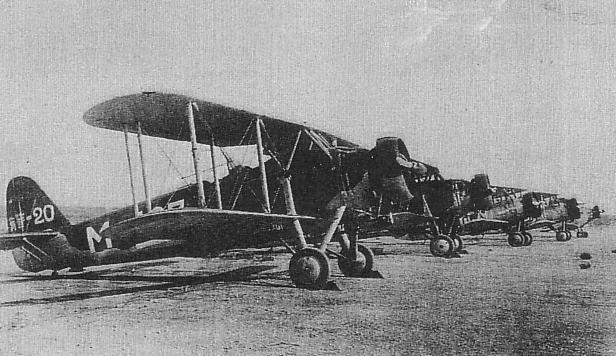
Aiči D1A

Data podle Vejřík

### Technické údaje
- Posádka: 2 (pilot a střelec)
- Délka: 9,3 m
- Rozpětí: 11,4 m
- Výška: 3,41 m
- Plocha křídel: 34,7 m²
- Prázdná hmotnost: 1 516 kg
- Vzletová hmotnost : kg
- Maximální vzletová hmotnost: 2 500 kg
- Pohonná jednotka: 1× hvězdicový motor Nakadžima Hikari 1
- Výkon pohonné jednotky: 544 kW (730 k)

### Výkony
- Maximální rychlost: 300 km/h ve výšce 2050 m
- Dolet: 900 km
- Dostup: 6 980 m
- Stoupavost: do 3000 m za 7 min 51 s
- Plošné zatížení: 72 kg/m²
- Poměr výkon/hmotnost: 0,26 k/kg

### Výzbroj
- 2× pevné kulomety Typ 92 ráže 7,7 mm
- 1× pohyblivý kulomet Typ 92 ráže 7,7 mm
- 1× 250 kg bomba pod trupem a 2× 30 kg bomba pod křídly